# Кубок європейських чемпіонів 1955—1956
Кубок європейських чемпіонів 1955–1956 років — перший розіграш турніру, який проводився під егідою УЄФА. Першим володарем кубку чемпіонів став мадридський «Реал». У фіналі іспанська команда здобула перемогу над французьким «Реймсом» з рахунком 4:3.

## Учасники
- «Рапід» (Відень) — 3-тє місце чемпіонату 1954/55
- «Андерлехт»[1] — чемпіон 1954/55
- «Орхус» — чемпіон 1954/55
- «Реал» (Мадрид) — чемпіон 1954/55
- «Мілан» — чемпіон 1954/55
- ПСВ (Ейндховен) — 2-ге місце чемпіонату 1954/55
- «Гвардія» (Варшава) — володар кубка 1954/55
- «Спортінг» (Лісабон) — 3-тє місце чемпіонату 1954/55
- «Саарбрюкен»[2]
- «Вереш Лобого» (Будапешт) — 2-ге місце чемпіонату 1954/55
- «Реймс» — чемпіон 1954/55
- «Рот-Вайсс» (Ессен) — чемпіон 1954/55
- «Серветт» (Женева) — 6-те місце чемпіонату 1954/55
- «Юргорден» (Стокгольм) — чемпіон 1954/55
- «Хайберніан» (Единбург) — 5-те місце чемпіонату 1954/55
- «Партизан» (Белград) — 5-те місце чемпіонату 1954/55

## Результати
|  | 1/8 фіналу      | 1/8 фіналу     | 1/8 фіналу | 1/8 фіналу |   |                 | Чвертьфінал | Чвертьфінал | Чвертьфінал | Чвертьфінал |  |                 | Півфінал | Півфінал | Півфінал | Півфінал |                 |   | Фінал | Фінал |
|  |                 |                |            |            |   |                 |             |             |             |             |  |                 |          |          |          |          |                 |   |       |       |
|  | «Юргорден»      | 0              | 4          | 4          |   |                 |             |             |             |             |  |                 |          |          |          |          |                 |   |       |       |
|  | «Гвардія»       | 0              | 1          | 1          |   |                 |             |             |             |             |  |                 |          |          |          |          |                 |   |       |       |
|  | «Гвардія»       | 0              | 1          | 1          |   | «Юргорден»      | 1           | 0           | 1           |             |  |                 |          |          |          |          |                 |   |       |       |
|  |                 |                |            |            |   | «Юргорден»      | 1           | 0           | 1           |             |  |                 |          |          |          |          |                 |   |       |       |
|  |                 | «Хайберніан»   | 3          | 1          | 4 |                 |             |             |             |             |  |                 |          |          |          |          |                 |   |       |       |
|  | «Рот-Вайсс»     | «Хайберніан»   | 3          | 1          | 4 | 0               | 1           | 1           |             |             |  |                 |          |          |          |          |                 |   |       |       |
|  | «Рот-Вайсс»     |                |            |            |   | 0               | 1           | 1           |             |             |  |                 |          |          |          |          |                 |   |       |       |
|  | «Хайберніан»    | 4              | 1          | 5          |   |                 |             |             |             |             |  |                 |          |          |          |          |                 |   |       |       |
|  | «Хайберніан»    | 4              | 1          | 5          |   |                 |             |             |             |             |  | «Реймс»         | 2        | 1        | 3        |          |                 |   |       |       |
|  |                 |                |            |            |   |                 |             |             |             |             |  | «Реймс»         | 2        | 1        | 3        |          |                 |   |       |       |
|  |                 | «Хайберніан»   | 0          | 0          | 0 |                 |             |             |             |             |  |                 |          |          |          |          |                 |   |       |       |
|  | «Орхус»         | «Хайберніан»   | 0          | 0          | 0 | 0               | 2           | 2           |             |             |  |                 |          |          |          |          |                 |   |       |       |
|  | «Орхус»         |                |            |            |   | 0               | 2           | 2           |             |             |  |                 |          |          |          |          |                 |   |       |       |
|  | «Реймс»         | 2              | 2          | 4          |   |                 |             |             |             |             |  |                 |          |          |          |          |                 |   |       |       |
|  | «Реймс»         | 2              | 2          | 4          |   | «Реймс»         | 4           | 4           | 8           |             |  |                 |          |          |          |          |                 |   |       |       |
|  |                 |                |            |            |   | «Реймс»         | 4           | 4           | 8           |             |  |                 |          |          |          |          |                 |   |       |       |
|  |                 | «Вереш Лобого» | 2          | 4          | 6 |                 |             |             |             |             |  |                 |          |          |          |          |                 |   |       |       |
|  | «Вереш Лобого»  | «Вереш Лобого» | 2          | 4          | 6 | 6               | 4           | 10          |             |             |  |                 |          |          |          |          |                 |   |       |       |
|  | «Вереш Лобого»  |                |            |            |   | 6               | 4           | 10          |             |             |  |                 |          |          |          |          |                 |   |       |       |
|  | «Андерлехт»     | 3              | 1          | 4          |   |                 |             |             |             |             |  |                 |          |          |          |          |                 |   |       |       |
|  | «Андерлехт»     | 3              | 1          | 4          |   |                 |             |             |             |             |  |                 |          |          |          |          | «Реал» (Мадрид) | 4 |       |       |
|  |                 |                |            |            |   |                 |             |             |             |             |  |                 |          |          |          |          |                 | 4 |       |       |
|  |                 | «Реймс»        | 3          |            |   |                 |             |             |             |             |  |                 |          |          |          |          |                 |   |       |       |
|  | «Серветт»       | «Реймс»        | 3          | 0          | 0 | 0               |             |             |             |             |  |                 |          |          |          |          |                 |   |       |       |
|  | «Серветт»       |                |            | 0          | 0 | 0               |             |             |             |             |  |                 |          |          |          |          |                 |   |       |       |
|  | «Реал» (Мадрид) | 2              | 5          | 7          |   |                 |             |             |             |             |  |                 |          |          |          |          |                 |   |       |       |
|  | «Реал» (Мадрид) | 2              | 5          | 7          |   | «Реал» (Мадрид) | 4           | 0           | 4           |             |  |                 |          |          |          |          |                 |   |       |       |
|  |                 |                |            |            |   | «Реал» (Мадрид) | 4           | 0           | 4           |             |  |                 |          |          |          |          |                 |   |       |       |
|  |                 | «Партизан»     | 0          | 3          | 3 |                 |             |             |             |             |  |                 |          |          |          |          |                 |   |       |       |
|  | «Спортінг»      | «Партизан»     | 0          | 3          | 3 | 3               | 2           | 5           |             |             |  |                 |          |          |          |          |                 |   |       |       |
|  | «Спортінг»      |                |            |            |   | 3               | 2           | 5           |             |             |  |                 |          |          |          |          |                 |   |       |       |
|  | «Партизан»      | 3              | 5          | 8          |   |                 |             |             |             |             |  |                 |          |          |          |          |                 |   |       |       |
|  | «Партизан»      | 3              | 5          | 8          |   |                 |             |             |             |             |  | «Реал» (Мадрид) | 4        | 1        | 5        |          |                 |   |       |       |
|  |                 |                |            |            |   |                 |             |             |             |             |  | «Реал» (Мадрид) | 4        | 1        | 5        |          |                 |   |       |       |
|  |                 | «Мілан»        | 2          | 2          | 4 |                 |             |             |             |             |  |                 |          |          |          |          |                 |   |       |       |
|  | «Рапід»         | «Мілан»        | 2          | 2          | 4 | 6               | 0           | 6           |             |             |  |                 |          |          |          |          |                 |   |       |       |
|  | «Рапід»         |                |            |            |   | 6               | 0           | 6           |             |             |  |                 |          |          |          |          |                 |   |       |       |
|  | ПСВ (Ейндговен) | 1              | 1          | 2          |   |                 |             |             |             |             |  |                 |          |          |          |          |                 |   |       |       |
|  | ПСВ (Ейндговен) | 1              | 1          | 2          |   | «Рапід»         | 1           | 2           | 3           |             |  |                 |          |          |          |          |                 |   |       |       |
|  |                 |                |            |            |   | «Рапід»         | 1           | 2           | 3           |             |  |                 |          |          |          |          |                 |   |       |       |
|  |                 | «Мілан»        | 1          | 7          | 8 |                 |             |             |             |             |  |                 |          |          |          |          |                 |   |       |       |
|  | «Мілан»         | «Мілан»        | 1          | 7          | 8 | 3               | 4           | 7           |             |             |  |                 |          |          |          |          |                 |   |       |       |
|  | «Мілан»         |                |            |            |   | 3               | 4           | 7           |             |             |  |                 |          |          |          |          |                 |   |       |       |
|  | «Саарбрюкен»    | 4              | 1          | 5          |   |                 |             |             |             |             |  |                 |          |          |          |          |                 |   |       |       |

## 1/8 фіналу

### Перші матчі
| 4 вересня 1955 |

| «Спортінг» (Лісабон)                              | 3 : 3 | «Партизан» (Белград)                        |
| ------------------------------------------------- | ----- | ------------------------------------------- |
| Жоао Баптішта Мартінс 14', 78' Жоакім Алмейда 65' |       | Мілош Мілутінович 45', 50' Степан Бобек 73' |

| Естадіо Насьональ, Лісабон Глядачів: 30 000 Арбітр: Деан Харцик (Франція) |

Перший матч відзначився першою нічиєю.
Перший гол нового турніру забив гравець «Спортінгу», Жоао Баптішта Мартінс, на 14 хвилині матчу, цей гол став взагалі першим голом для єврокубкових турнірів УЄФА. У цьому ж матчі інший гравець, Мілош Мілутінович з «Партизану», забивши два м'ячі, став автором першого дубля турніру, Мартінс зробив дубль на 28 хвилин пізніше.
| 7 вересня 1955 |

| «Вереш Лобого» (Будапешт)                                                          | 6 : 3 | «Андерлехт»                                    |
| ---------------------------------------------------------------------------------- | ----- | ---------------------------------------------- |
| Іштван Шимчак 8' Петер Палоташ 25', 59', 80' Нандор Хідегкуті 28' Карой Шандор 83' |       | Рене Вандервіл 7' Іпполіт Ван Ден Бош 39', 70' |

| МТК стадіон, Будапешт Глядачів: 35 000 Арбітр: Фрідріх Майєр (Австрія) |

Петер Палоташ зробив перший хет-трик турніру. «Вереш Лобого» здобув першу перемогу у єврокубках для всіх команд, до того ж з великим рахунком. Ще ця перемога стала першою вольовою для клубних євротурнірів.
| 8 вересня 1955 |

| «Серветт» (Женева) | 0 : 2 | «Реал» (Мадрид)                  |
| ------------------ | ----- | -------------------------------- |
|                    |       | Мігель Муньос 74' Ектор Ріал 89' |

| Стад-де-Шарміль, Женева Глядачів: 7 000 Арбітр: Робер Сотель (Франція) |

Мадридський «Реал» став першим клубом, що не пропустив м'яча у єврокубковому матчі, а також першим клубом, що здобув перемогу у гостях.
| 14 вересня 1955 |

| «Рот-Вайсс» (Ессен) | 0 : 4 | «Хайберніан» (Единбург)                                  |
| ------------------- | ----- | -------------------------------------------------------- |
|                     |       | Едді Турнбулл 35', 53' Лоурі Рейллі 53' Віллі Ормонд 81' |

| Георг-Мельхес-Штадіон, Ессен Глядачів: 5 000 Арбітр: Йохан Бронкхорст (Нідерланди) |

Гордон Сміт забив п'ятий гол за «Хайберніан», але суддя не зарахував його через те, що фінальний свисток пролунав до того моменту, як м'яч всиг перетнути лінію воріт.
| 20 вересня 1955 |

| «Юргорден» (Стокгольм) | 0 : 0 | «Гвардія» (Варшава) |
| ---------------------- | ----- | ------------------- |
|                        |       |                     |

| Олімпійський стадіон, Стокгольм Глядачів: 3 574 Арбітр: Артур Едвард Елліс (Англія) |

Перший єврокубковий матч без забитих голів. У складі польської команди в цьому матчі грав нападник Маріан Норковський, який насправді грав за «Полонію» з Бидгоща. Це виявили газетярі з «Ідроттсбладет», але шведи скандалити із цього приводу не стали, а поляки пояснили цей факт тим, що гравець представляє одне й те ж спортивне товариство. Проте УЄФА виніс спеціальне рішення — у турнірі мають право брати участь тільки футболісти, які заявлені за конкретний клуб.
| 21 вересня 1955 |

| «Орхус» | 0 : 2 | «Реймс»                 |
| ------- | ----- | ----------------------- |
|         |       | Леон Гловацький 7', 72' |

| Ідретспаркен, Копенгаген Глядачів: 18 000 Арбітр: Клаас Шіппер (Нідерланди) |

| 21 вересня 1955 |

| «Рапід» (Відень)                                                                      | 6 : 1 | ПСВ (Ейндховен)    |
| ------------------------------------------------------------------------------------- | ----- | ------------------ |
| Альфред Кернер 12', 62', 81' Херберт Мехсарош 55' Герхард Ханаппі 56' Еріх Пробст 60' |       | Петрус Франсен 18' |

| Пфаррвайс, Відень Глядачів: 10 000 Арбітр: Еміль Шметцер (ФРН) |

| 1 листопада 1955 |

| «Мілан»                                                                 | 3 : 4 | «Саарбрюкен»                                                            |
| ----------------------------------------------------------------------- | ----- | ----------------------------------------------------------------------- |
| Амлето Фрігнані 15' Хуан Альберто Скьяффіно 33' Джорджіо даль Монте 37' |       | Петер Крігер 5' Вальдемар Філіппі 43' Карл Шірра 67' Херберт Мартін 69' |

| Сан-Сіро, Мілан Глядачів: 18 000 Арбітр: Готтфрід Дінст (Швейцарія) |

Перша несподіванка турніру — перемога «Саарбрюкена» над чемпіоном Італії, до того ж, здобута на виїзді.

### Другі матчі
| 12 жовтня 1955 |

| «Реал» (Мадрид)                                                                          | 5 : 0 | «Серветт» (Женева) |
| ---------------------------------------------------------------------------------------- | ----- | ------------------ |
| Альфредо Ді Стефано 29', 61' Хосе Іглесіас Фернандес 44' Ектор Ріал 46' Луїс Моловни 54' |       |                    |

| Сантьяго Бернабеу, Мадрид Глядачів: 40 318 Арбітр: Рікардо П'єрі (Італія) |

Реал (Мадрид) переміг 7:0 за сумою двох матчів.
| 12 жовтня 1955 |

| «Партизан» (Белград)                                  | 5 : 2 | «Спортінг» (Лісабон)     |
| ----------------------------------------------------- | ----- | ------------------------ |
| Мілош Мілутінович 15', 29', 64', 74' Станоє Йокіч 88' |       | Вальтер Брандао 49', 77' |

| Стадіон Партизана, Белград Глядачів: 15 000 Арбітр: Георг Данко (Угорщина) |

Партизан переміг 8:5 за сумою двох матчів.
Мілош Мілутінович став першим гравцем, що забив чотири голи у одному єврокубковому матчі.
| 12 жовтня 1955 |

| «Хайберніан» (Единбург) | 1 : 1 | «Рот-Вайсс» (Ессен) |
| ----------------------- | ----- | ------------------- |
| Джон Бучанан 5'         |       | Фріц Абромейт 90'   |

| Істер Роад, Единбург Глядачів: 30 000 Арбітр: Артур Едвард Елліс (Англія) |

Хайберніан переміг 5:1 за сумою двох матчів.
| 12 жовтня 1955 |

| «Гвардія» (Варшава)  | 1 : 4 | «Юргорден» (Стокгольм)                        |
| -------------------- | ----- | --------------------------------------------- |
| Криштоф Баскевич 14' |       | Йон Ерікссон 5', 17', 22' Гьоста Сандберг 29' |

| Стадіон Войска Польського, Варшава Глядачів: 25 000 Арбітр: Деан Харцик (Франція) |

Юргорден переміг 4:1 за сумою двох матчів.
| 19 жовтня 1955 |

| «Андерлехт»            | 1 : 4 | «Вереш Лобого» (Будапешт)                                                    |
| ---------------------- | ----- | ---------------------------------------------------------------------------- |
| Іпполіт Ван Ден Бош 3' |       | Нандор Хідегкуті 25' Міхай Лантош 78' Петер Палоташ 85' Ференц Ковач III 86' |

| Стадіон Еміля Версе, Андерлехт Глядачів: 33 000 Арбітр: Йохан Бронкхорст (Нідерланди) |

Вереш Лобого переміг 10:4 за сумою двох матчів.
| 26 жовтня 1955 |

| «Реймс»                            | 2 : 2 | «Орхус»                                      |
| ---------------------------------- | ----- | -------------------------------------------- |
| Леон Гловацький 47' Рене Бліар 60' |       | Ерік Кулд Йенсен 77' Хеннінг Б'єррегаард 80' |

| Стад Огюст Делон, Реймс Глядачів: 5 845 Арбітр: Альфред Бонд (Англія) |

Реймс переміг 4:2 за сумою двох матчів.
| 1 листопада 1955 |

| ПСВ (Ейндховен)   | 1 : 0 | «Рапід» (Відень) |
| ----------------- | ----- | ---------------- |
| Петрус Франсен 9' |       |                  |

| Філіпс Стадіон, Ейндховен Глядачів: 8 000 Арбітр: Алуї Шмідц (Бельгія) |

Рапід переміг 6:2 за сумою двох матчів.
| 23 листопада 1955 |

| «Саарбрюкен»        | 1 : 4 | «Мілан»                                                       |
| ------------------- | ----- | ------------------------------------------------------------- |
| Херберт Бінкерт 32' |       | Валентіно Валлі 8', 77' Теодор Пуфф 75' (аг) Ерос Бералдо 86' |

| Людвігспарк штадіон, Саарбрюкен Глядачів: 15 000 Арбітр: Клаас Шіппер (Нідерланди) |

Мілан переміг 7:5 за сумою двох матчів.

Теодор Пуфф зі «Саарбрюкена» став автором першого автоголу в єврокубкових турнірах.

## 1/4 фіналу

### Перші матчі
| 23 листопада 1955 |

| «Юргорден» (Стокгольм) | 1 : 3 | «Хайберніан» (Единбург)                             |
| ---------------------- | ----- | --------------------------------------------------- |
| Біргер Еклунд 1'       |       | Боббі Комб 18'Джиммі Мулкеррін 49' Ольссон 86' (аг) |

|  |

| 14 грудня 1955 |

| «Реймс»                                                   | 4 : 2 | «Вереш Лобого» (Будапешт)                    |
| --------------------------------------------------------- | ----- | -------------------------------------------- |
| Леон Гловацький 14' Мішель Леблон 33', 57' Рене Бліар 42' |       | Іштван Сольнок 67' Міхай Лантош 90+2' (пен.) |

|  |

| 25 грудня 1955 |

| «Реал» (Мадрид)                                                        | 4 : 0 | «Партизан» (Белград) |
| ---------------------------------------------------------------------- | ----- | -------------------- |
| Еліодоро Кастанос 12', 23' Франсиско Хенто 36' Альфредо Ді Стефано 70' |       |                      |

|  |

| 18 січня 1956 |

| «Рапід» (Відень)         | 1 : 1 | «Мілан»            |
| ------------------------ | ----- | ------------------ |
| Роберт Кернер 26' (пен.) |       | Гуннар Нордаль 20' |

|  |

### Другі матчі
| 28 листопада 1955 |

| «Хайберніан» (Единбург)  | 1 : 0 | «Юргорден» (Стокгольм) |
| ------------------------ | ----- | ---------------------- |
| Едді Турнбулл 70' (пен.) |       |                        |

|  |

| 28 грудня 1955 |

| «Вереш Лобого» (Будапешт)                                              | 4 : 4 | «Реймс»                                                |
| ---------------------------------------------------------------------- | ----- | ------------------------------------------------------ |
| Міхай Лантош 11' (пен.) Міхай Лантош 74' (пен.) Петер Палоташ 53', 82' |       | Леон Гловацький 6' Рене Бліар 20', 44' Жан Темплін 52' |

|  |

| 29 січня 1956 |

| «Партизан» (Белград)                             | 3 : 0 | «Реал» (Мадрид) |
| ------------------------------------------------ | ----- | --------------- |
| Мілош Мілутінович 24', 87' Михайлович 46' (пен.) |       |                 |

|  |

| 12 лютого 1956 |

| «Мілан» | 7 : 2 | «Рапід» (Відень)                   |
| --- | ----- | ---------------------------------- |
| Амос Маріані 15' Гуннар Нордаль 23', 50' Едуардо Рікані 26', 63' Амлето Фрігнані 56' Хуан Альберто Скьяффіно 75' |       | Франц Голобич 35' Роберт Дінст 59' |

|  |

## Півфінал

### Перші матчі
| 4 квітня 1956 |

| «Реймс»                          | 2 : 0 | «Хайберніан» (Единбург) |
| -------------------------------- | ----- | ----------------------- |
| Мішель Леблон 67' Рене Бліар 89' |       |                         |

|  |

| 19 квітня 1956 |

| «Реал» (Мадрид)                                                         | 4 : 2 | «Мілан»                                       |
| ----------------------------------------------------------------------- | ----- | --------------------------------------------- |
| Ектор Ріал 6' Хосе Іглесіас 25' Роке Ольсен 40' Альфредо Ді Стефано 62' |       | Гуннар Нордаль 9' Хуан Альберто Скьяффіно 30' |

|  |

### Другі матчі
| 18 квітня 1956 |

| «Хайберніан» (Единбург) | 0 : 1 | «Реймс»             |
| ----------------------- | ----- | ------------------- |
|                         |       | Леон Гловацький 57' |

|  |

| 1 травня 1956 |

| «Мілан»                                                       | 2 : 1 | «Реал» (Мадрид)   |
| ------------------------------------------------------------- | ----- | ----------------- |
| Джорджіо даль Монте 69' (пен.) Джорджіо даль Монте 86' (пен.) |       | Хосе Іглесіас 65' |

|  |

## Фінал
| 13 червня 1956 |

| «Реал» (Мадрид)                            | 4:3 | «Реймс»                           |
| ------------------------------------------ | --- | --------------------------------- |
| Ді Стефано 14' Ріаль 30', 79' Маркітос 67' |     | Леблон 6' Темплін 10' Ідальго 62' |

| «Парк де Пренс» (Париж) Глядачів: 38 239 Арбітр: Артур Елліс |

| «Реал» | «Реймс» |

| ВР              | 1  | Хуан Алонсо         |
| ЗХ              | 2  | Анхель Атієнса      |
| ЗХ              | 5  | Маркос Алонсо       |
| ЗХ              | 3  | Рафаель Лесмес      |
| ПЗ              | 4  | Мігель Муньйос      |
| ПЗ              | 6  | Хосе Саррага        |
| НП              | 7  | Хосе Іглесіас       |
| НП              | 8  | Рамон Марсаль       |
| НП              | 9  | Альфредо Ді Стефано |
| НП              | 10 | Ектор Ріал          |
| НП              | 11 | Франсиско Хенто     |
| Тренер:         |    |                     |
| Хосе Вільялонга |    |                     |

| ВР           | 1  | Рене Жаке       |
| ЗХ           | 2  | Сімон Зімні     |
| ЗХ           | 5  | Робер Жонке     |
| ЗХ           | 3  | Рауль Жіродо    |
| ПЗ           | 4  | Мішель Леблон   |
| ПЗ           | 6  | Робер Сятка     |
| НП           | 7  | Мішель Ідальго  |
| НП           | 8  | Леон Гловацький |
| НП           | 9  | Раймон Копа     |
| НП           | 10 | Рене Бліар      |
| НП           | 11 | Жан Темплін     |
| Тренер:      |    |                 |
| Альбер Батте |    |                 |

| Переможець кубка європейських чемпіонів УЄФА 1955–1956 |
| ------------------------------------------------------ |
| «Реал» Мадрид (перший титул)                           |